# باول كانترل
باول كانترل هو سياسي أمريكي، ولد في 1895، وتوفي في 1962. انتخب عضو مجلس ولاية تينيسي ‏.